# Športne stave
Športne stave so trg, kjer udeleženci napovedujejo verjetnost nekega športnega dogodka oziroma stavijo na nek izid. Kultura športnih stav se razlikuje od države do države, verjetno bolj kot ostale igre na srečo. V svetovnem merilu so najpogostejše stave na nogomet, ameriški nogomet, tenis, hokej, košarko, borilne veščine in avto-moto športe. Nekatere športne stavnice nudijo tudi stave na nešportne dogodke, kot so zmagovalec državnih volitev ali popularne reality oddaje, ali pa na dogodke, kjer človek ni neposredni tekmovalec. To so predvsem konjske in pasje dirke ter nezakoniti petelinji boji. Vse bolj običajno je tudi, da stavnice ponujajo stave na zmagovalce pri online igrah (npr. League of legends), zabavne dogodke, kot so podelitve Grammyjevih nagrad ali oskarjev, ter celo na zmagovalce šova talentov.   
Športne stave se poskušajo tudi zlorabljati, npr. z nastavljanjem rezultatov. Povzročile so številne škandale v športu, ki vplivajo na integriteto športnih dogodkov z različnimi dejanji, vključno z vplivanjem na končni rezultat (igralci, ki namerno zgrešijo strel), sodniške napake v ključnih trenutkih in splošno nameščene tekme (skupni rezultat dogodka je vnaprej določen).

## Športne stavnice
Stavnice delujejo kot ustvarjalec trga za športne stave, pri katerih sta v večini primerov možna dva izida: ekipa ali zmaga ali izgubi. Stavnica določi verjetnost dogodka in na podlagi tega tudi kvoto, ki je koeficient s katerim se pomnoži vloženi denar, v primeru, da se napovedani izid uresniči. Stavnice pravzaprav večinoma ne postavljajo kvot same, temveč sledijo velikim stavnicam ali pa podjamejo drugo podjetje, ki jim priskrbi kvote in ažurne informacije o spremembah za posamičen dogodek. Vodilno podjetje na tem področju je Don Best, iz katerega črpa informacije večina stavnih hiš na svetu.  
S prihodom svetovnega spleta se dejavnost športnih stav vse bolj izvaja na internetu. Čeprav še vedno obstajajo klasične lokalne stavnice pa ima danes vse več stavnic tudi svojo spletno blagovno znamko. Spletne stavnice navadno sprejemajo le stave od oseb, ki prihajajo iz držav, kjer so igre na srečo dovoljene in ki so starejši od 18 let. Ker gre na splošno za dejavnost z visoko dodano vrednostjo večina spletnih stavnic v svoji platformi, vključuje tudi druge igre na srečo, kot so poker, hazard oz. blackjack, bingo in druge igre.  
Poleg običajnih spletnih stavnic pa se igralci vse bolj odločajo za stavne borze, kot sta Betfair in Matchbook. Na stavnih borzah imajo igralci možnost polaganja in sprejemanja stav, s čimer se dejansko izniči tradicionalna stopnja dobička stavnice ali marža, ki pa ja stavnica pridobi s kasnejšo takso na dobiček.

## Kvote
Kvota je koeficient s katerim pomnožimo vložek v primeru dobitka. Vrednost kvote je določena s strani t.i. "trade makerjev", ki na podlagi mnogih dejavnikov določijo verjetnost nekega športnega dogodka. Kvota je obratno sorazmerna možnosti za uresničitev dogodka. Če je ocenjeno, da ima dogodek 1/X možnosti za uresničitev, se to pretvori v kvoto X. 

Primer: Postavljalci kvot (trade makerji) so ocenili, da ima Roger Federer pri trenutnih pogojih  1/3 (33.3%) možnosti za zmago proti Rafaelu Nadalu.
Zato ima kvoto 3. Če se na ta dogodek stavi 10eu, dobimo v primeru zmage 30eu (20eu zaslužka).
Če želimo staviti na več dogodkov hkrati, se kvote med seboj pomnožijo. Za dobiten listek je potrebno pravilno napovedati vse dogodke. Na podlagi kvote lahko ocenimo, kolikšna je verjetnost, da bo igrani listek dobiten.
Če je končna kvota 100, je verjetnost dobitka 1:100 (1%), če ne upoštevamo marže stavnice, torej, če bi stavnica delovala brezprofitno. V resnici pa je verjetnost še nižja kot 1/100, odvisno od marže stavnice. Glej Marže.

Primer: Na svetovnem prvenstvu v nogometu stavimo, da bo Slovenija premagala Litvo ter da bo Italija remizirala s Francijo. Kvota na zmago Slovenije je 2.1 , kvota da bosta Italija in Francija remizirali pa 3. Skupna kvota znaša 6.3 (2.1 x 3) kar pomeni, da bo vložek pomnožen s 6.3 v primeru uresničitve obeh tipov.
Večina stavnic kvot ne določi sama , temveč imajo za ta namen sklenjena partnerstva s "trade makerji", ki kvote določijo algoritmično ter na podlagi statistike (do nedavnega so kvote določali bolj intuitivno- Vegas style, danes pa igrajo veliko vlogo računalniki). Pri določanju kvot pri posamičnih dogodkih se upošteva mnogo dejavnikov; zgodovina medsebojnih tekem,  trenutna forma, poškodbe, manjkajoči igralci, kraj dogodka, vreme, pomembnost dogodka za vsakega izmed sodelujočih, izjave sodelujočih... Kvote same pa se lahko spreminjajo glede na trg in glede na kasnejše novice. K oblikovanju kvote prispevajo tudi stavničarji s tem, ko favorizirajo določen tip dogodka.

Primer: Pri nogometni tekmi med Olimpijo in Mariborom stavnica ponudi dogodek skupno število golov na tekmi. Ponujena kvota za skupno število golov na tekmi 3 ali manj je 1.7,  kvota , da bojo na tekmi več kot 3 goli pa 2.1. Veliko ljudi verjame, da bo tekma napadalna in da bo veliko golov, zato mnogi stavijo na več kot 3 gole. V tem primeru se kvote spremenijo.
Prvotne kvote:
| Število golov | manj kot 3.5 | več kot 3.5 |
| Kvota         | 1.7          | 2.1         |

Po spremembi kvot: 
| Število golov | manj kot 3.5 | več kot 3.5 |
| Kvota         | 1.9          | 1.9         |

Kvota se zniža dogodku, v katerega verjame več ljudi, kot je stavnica predvidila, poviša pa se nasprotnemu dogodku, v katerega verjame manj ljudi.
Na različnih stavnicah so za iste dogodke lahko postavljene drugačne kvote, a običajno se med seboj ne razlikujejo veliko. Tudi v primerih, ko stavnce postavijo različne kvote, se le-te hitro uravnovesijo s trgom. V redkih primerih lahko uporabnik s stavami na različnih stavnicah za isti dogodek, zasluži. To se zgodi, ko se kvote za isti dogodek zelo razlikujejo pri različnih stavnicah. Glej Arbitražne stave.
 Višina kvote pri posamični stavni hiši je odvisna od podatkov, ki jih ima stavnica o določeni tekmi, od višine marže, ki jo stavnica pri vsakem dogodku postavi, ter od vložkov, ki jih klienti stavijo na določen tip dogodka.

## Vrste
Najpogostejše vrste športnih stav so:
- Single stava - stava na en sam dogodek.
- Kombinacijska stava - stava na najmanj dva dogodka.
- Sistemska stava - stava na tri ali več dogodkov, ki se jih poveže v sistem (kjer v primeru zgrešenega izida igralec še vedno ne izgubi)

Poleg vrst stav poznamo tudi več različnih tipov posamezne stave:
- Stave tipa 1,0,2 so najpogostejša oblika športnih stav. To je stava na zmagovalca tekme. Ekipa, ki je favorit ima na stavnici nižjo kvoto kot nefavorit, zato deluje spodbujevalno, da stavimo na nefavorita, zaradi višjega izplačila. Včasih lahko igralci združijo več tovrstnih stav na favorite v kombinacijsko stavo, zato, da si povečajo potencialni dobitek.

- Hendikep stave so stave, ki so vložene proti hendikepu oz. liniji. Linija je številka, ki jo dodelijo stavnice in, ki hendikepira eno ekipo in daje prednost drugemu. Stavnice hendikepirajo ekipo, ki bo bolj verjetno zmagala in na ta način vzpostavijo dva enakovredna trga. (primer: hendikep (-2) pomeni, da se favoritu od končnega rezultata odštejeta 2 gola).

- Stave na vsoto (manj/več) se polagajo na podlagi skupnega rezultata obeh ekip. Igralec športnih stav se lahko odloči, da bo položil stavo na skupni seštevek golov, ki je lahko večji ali manjši od določenega. Na primer, v nogometni tekmi Olimpija – Maribor, stavnica ponudi možnost stave na dva dogodka, ki sta več kot 2,5 gola na tekmi in manj kot 2,5 gola na tekmi. Podobno kot pri hendikepu se tudi tu ustvarita dva konkurenčna trga, kar naredi posamezen dogodek bolj zanimiv za igralce stav.
- Stave na specifičen razplet dogodkov (da/ne) so stave, ki nam ponujajo stave na dve različne možnosti razpleta posameznega dogodkov, katere so najbolj pogoste pri nogometu. Primer stav so stava na dogodek ali bosta obe ekipi dali gol, ali bo prišlo do enajstmetrovke, ali bo katera od ekip prejela rdeči karton.
- Stave na točen rezultat, so na voljo predvsem v nogometu in hokeju na ledu. Kvote pri takih stavah so občutno večje, saj je tudi verjetnost za njihovo pravilno napoved veliko manjša.
- Stave na polčas/konec dogodka, se navezujejo na nogomet. Tukaj lahko posamično izberemo zmagovalca 1. polčasa in 2. polčasa. V vsakem polčasu imamo možnost izbrati med eno in drugo ekipo in tudi neodločenim izidom.
- Stave z dvojno možnostjo, se spet najbolj navezujejo na nogomet in hokej na ledu. Pri takem tipu imamo možnost z eno stavo zajeti Tip 10, Tip 02 ali Tip 12( zmaga ekipe 1 ali neodločen izid, zmaga ekipe 2 ali neodločen izid in zmaga katerekoli od ekip)

## Zlorabe športnih stav
Možnosti za zlorabe pri športnih stavah je kar nekaj. V pravilnikih mnogih stavnih hiš je zapisano, da je prepovedano igranje tistim, ki imajo osebni stik s komerkoli izmed profesionalnih športnikov. V nepravični prednosti je taka oseba že zato, ker ima dostop do informacij, ki lahko vplivajo na tekmo. V zgodovini športnih stav smo bili priča že mnogim prirejenim tekmam. Za to so lahko krivi podkupljeni sodniki, trenerji, igralci, navijači ali celo postranski ljudje, ki skrbijo za dogodek (vzdrževalci igrišča, pobiralci žog, kuharji, ki pripravijo športnikom obrok pred tekmo itd..).
Tovrstna podkupovanja so lahko v interes skupinam stavničarjev (stavniškim kartelom), ki želijo določen izid, ali pa stavnim hišam , ki se želijo izogniti neugodnemu izidu, ki bi jim prinesel izgubo.
Zlorabe kot so nameščanje rezultatov so dandanes preganjane povsod po svetu, povečini pa so kaznovane tudi po zakonu. Najbolj odmevne zlorabe zadnjih let so bile pri italijanski nogometni ligi Serie A leta 2006 in na svetovnem nogometnem prvenstvu v Južni Koreji leta 2002. 

## Legalnost
Prirejanje športnih stav je dovoljeno in regulirano v mnogih državah.  Na območjih, kjer prirejanje tovrstnih iger ni dovoljeno, igralci navadno polagajo stave pri ilegalnih ponudnikih (lokalno in preko spleta). “Sprejemanje ali posredovanje vplačil, oglaševanje ali opravljanje drugih storitev v zvezi s prirejanjem iger na srečo za osebe, ki nimajo koncesije vlade, je v Republiki Sloveniji prepovedano.” V Sloveniji lahko športne stave prireja le Športna Loterija d.d. (portal e-stave.com). Zakonodaja v Sloveniji namreč dovoljuje prirejanje iger na srečo ponudnikom, ki imajo koncesijo. Slovenska zakonodaja ni v skladu z evropsko direktivo o prostem pretoku blaga. V pripravi je sicer pravilnik o spletnih igralnicah, a ga vladi RS od leta 2005 še ni uspelo dokončati.

## Športne stave v Sloveniji
Opis: prve stave so igra, pri kateri se na podlagi stavne liste odločite za športne dogodke, na katere boste stavili. Dogodek je na stavni listi označen s številko in tipom. Na stavni listi lahko, poleg številke in tipa, vidite tudi datum in čas za sprejem dogodka.
Na voljo so vam različni tipi stav:
- Tip 1: zmaga gostitelja
- Tip 2: zmaga gosta
- Tip 0: neodločen izid
- Tip 10: zmaga gostitelja ali neodločen rezultat
- Tip 02: zmaga gosta ali neodločen rezultat
- Tip Z: zmaga
- Tip 1-3: uvrstitev posameznika

Vplačila in dobitki:
izberete najmanj 1 ali največ 16 dogodkov, za katere menite, da boste pravilno napovedali končni izid.
Minimalno vplačilo na stavni listek znaša 0,50 EUR, največje pa 200,00 EUR.
Vrednost dobitka na posameznem listku ne sme presegati 5.000,00 EUR.
Za isto tekmo lahko stavite le eno vrsto stave na stavni listek.
Vrednost dobitka, za katerega se davek ne plačuje, znaša 299,99 EUR, in sicer od 25. 3. 2008 dalje.

## Športne stave v tujini
V tujini je mnogo več ponudnikov stav kot v Sloveniji, ki ponuja le eno stavnico. Tuje stavnice mnogokrat ponujajo več stavne izbire, stave v živo, boljše stavne kvote ter stavne bonuse, ki jih lahko pridobimo, ko se prvič registriramo na določeno stavnico. Ker so igre na srečo v Sloveniji bolj obdavčene kot v tujini, so kvote nižje. Veliko uporabnikov zato izbira tuje stavnice, ki pa pogosto direktno niso dostopne, zaradi blokad, ki jih izvaja UNPIS. Zato do tujih stavnic dostopajo preko alternativnih povezav, ki jih najdejo na portalih, navideznih zasebnih omrežij in pa skozi anonimne posredniške strežnike.